# Doftfränskivling
Doftfränskivling (Hebeloma sacchariolens) är en svampart som beskrevs av Quél. 1880. Enligt Catalogue of Life ingår Doftfränskivling i släktet fränskivlingar,  och familjen Strophariaceae, men enligt Dyntaxa är tillhörigheten istället släktet fränskivlingar,  och familjen buktryfflar. Arten är reproducerande i Sverige. Inga underarter finns listade i Catalogue of Life.